# Фаєтт (округ, Айова)
Шаблон:StateAbbr_ 42°51′54″ пн. ш. 91°50′58″ зх. д. / 42.865° пн. ш. 91.849444444444° зх. д.
Округ  Фаєтт (англ. Fayette County) — округ (графство) у штаті  Айова, США. Ідентифікатор округу 19065.

## Історія
Округ утворений 1837 року.

## Демографія
За даними перепису 
2000 року 
загальне населення округу становило 22008 осіб, зокрема міського населення було 6412, а сільського — 15596.
Серед мешканців округу чоловіків було 10867, а жінок — 11141. В окрузі було 8778 домогосподарств, 5952 родин, які мешкали в 9505 будинках.
Середній розмір родини становив 2,96.
Віковий розподіл населення поданий у таблиці:
| Стать    | До 15 років | 15-21 | 22-29 | 30-39 | 40-49 | 50-65 | 65-85 | Понад 85 |
| -------- | ----------- | ----- | ----- | ----- | ----- | ----- | ----- | -------- |
| Чоловіки | 2293        | 1196  | 954   | 1414  | 1654  | 1655  | 1512  | 189      |
| Жінки    | 2127        | 1073  | 788   | 1356  | 1567  | 1740  | 2038  | 452      |

## Суміжні округи
- Віннешік — північ
- Алламакі — північний схід
- Клейтон — схід
- Делавер — південний схід
- Б'юкенан — південь
- Блек-Гок — південний захід
- Бремер — захід
- Чикасо — північний захід

## Виноски
1. ↑  U.S. Decennial Census. United States Census Bureau. Архів оригіналу за 26 квітня 2015. Процитовано 17 липня 2014.
2. ↑  Historical Census Browser. University of Virginia Library. Архів оригіналу за 11 серпня 2012. Процитовано 17 липня 2014.
3. ↑  Population of Counties by Decennial Census: 1900 to 1990. United States Census Bureau. Процитовано 17 липня 2014.
4. ↑  Census 2000 PHC-T-4. Ranking Tables for Counties: 1990 and 2000 (PDF). United States Census Bureau. Процитовано 17 липня 2014.
5. ↑  State & County QuickFacts. United States Census Bureau. Архів оригіналу за 7 червня 2011. Процитовано 17 липня 2014. [Архівовано 2011-06-07 у Wayback Machine.](англ.) Наведено за англійською вікіпедією.
6. ↑  American FactFinder. Бюро перепису населення США. Архів оригіналу за 26 лютого 2012. Процитовано 31 січня 2008. [Архівовано 2008-05-21 у Wayback Machine.]

| США | Це незавершена стаття з географії США. Ви можете допомогти проєкту, виправивши або дописавши її. |